# Гаврилова, Елизавета Николаевна
Елизавета Николаевна Гаврилова (род. 6 ноября 1954 года, Москва, РСФСР, СССР) — российский художник, член-корреспондент Российской академии художеств (2012).

## Биография
Родилась 6 ноября 1954 года в Москве.
Окончила Московскую среднюю художественную школу имени Сурикова (МСХШ) при Академии художеств СССР, в 1978 году — окончила Московскую художественно-промышленную академию имени С. Г. Строганова.
В 2012 году — избрана членом-корреспондентом Российской академии художеств от Отделения живописи.
Член Правления Центрального Дома работников искусств, член Совета Международного Союза православных женщин.

## Творческая деятельность
Основные произведения:
- Объёмно-пространственные композиции в металле, бетоне, дереве для Москвы и других городов России;
- Скульптурные композиции и мозаичное панно для Олимпийской молодёжной деревни в Москве (1998);
- Скульптурная композиция в бронзе, посвящённая Богородице (2007);
- Серия станковых живописных полотен, посвящённых русским писателям, монархам и деятелям Русской православной церкви;
- Серия станковых живописных портретов, посвящённых современникам; Проекты скульптурных работ в виде рабочих моделей, посвящённые: ополченцам времён Великой Отечественной войны 1941—1945 гг., Царской семье (семье императора Николая II), материнству и единению Руси.

Неоднократный лауреат российских и международных выставок-конкурсов, автор 15-ти персональных выставок в Москве и других городах России.

## Награды
- Заслуженный художник Российской Федерации (2000)
- Национальная премия «Имперская культура» имени Эдуарда Володина (2011)[1]